# Sebastian Striepe
Sebastian Striepe (* 25. März 1582 in Glienicke; † 29. Oktober 1649 in Cölln (Spree)) war ein brandenburgischer Staatsmann.

## Leben

### Herkunft und Familie

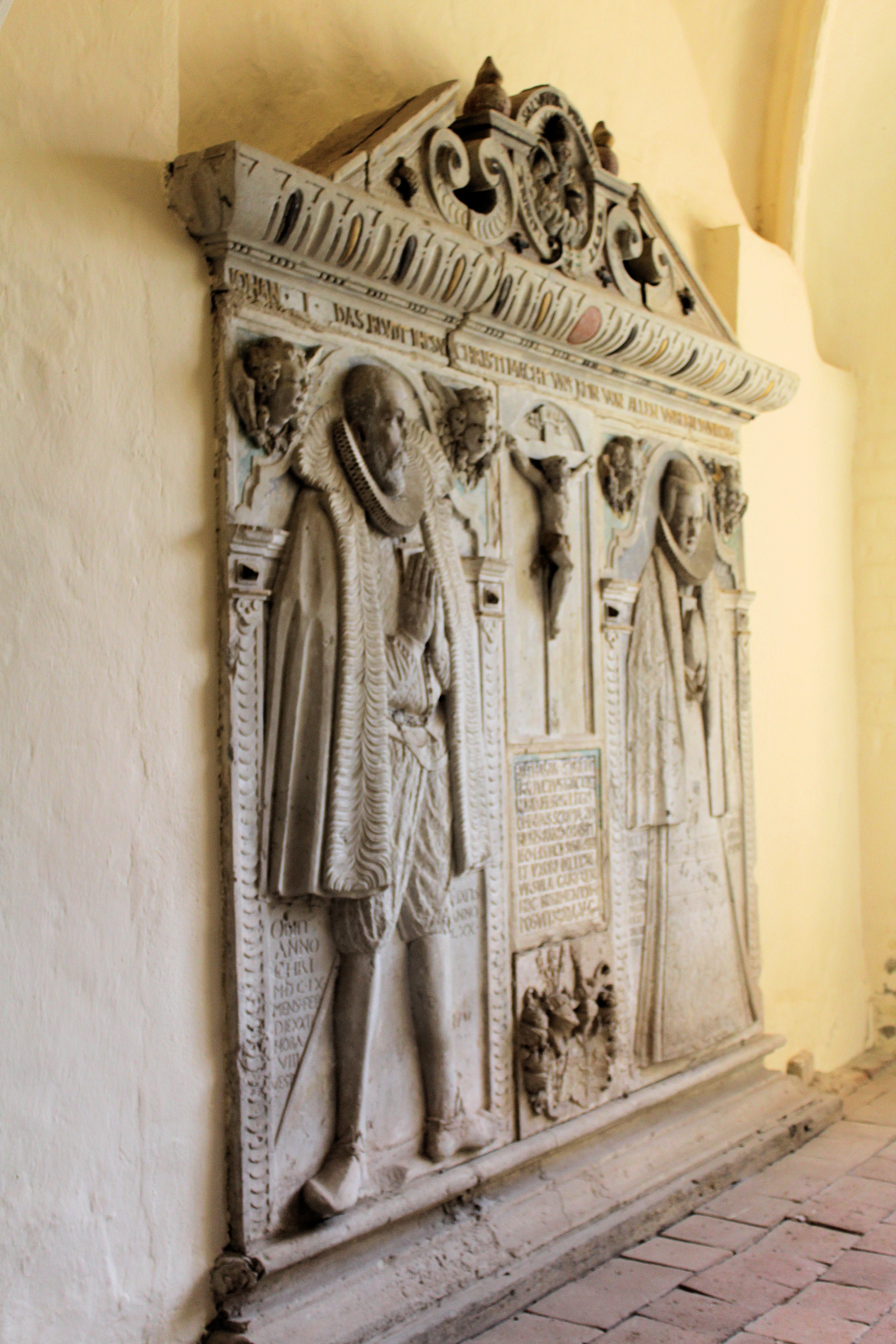
Epitaph der Eltern, Balthasar und Ursula Striepe

Sebastian war Angehöriger der Ratsherren- und Beamtenfamilie Striepe. Der 1554 mit 44 Jahren verstorbene, gleichnamige Großvater war Bürger und Ratsverwandter zu Salzwedel. Seine Eltern waren der Amtmann in Arendsee (Altmark), Balthasar Striepe (1539–1609) und Ursula, geborene Gartz (1554–1613), Tochter des Hoyer Gartz (1507–1570), Ratskämmerer und Gutsbesitzer zu Salzwedel, Herr auf Rietza und Klein Gartz, begraben in der Marienkirche (Salzwedel), und der Anna geb. Chüden († 1576). Die Gartz (Garze) waren Ratsherren und Patrizier zu Salzwedel, wurden wie die Chüden schon im Landbuch der Mark Brandenburg von 1375 verzeichnet und 1472 von Kurfürst Albrecht Achilles belehnt. Noch früher urkundlich belegt, gehörten die Chüden dem Patrizierstand zu Salzwedel an: bereits 1333 wurde Barthold von Chüden von Ludwig dem Älteren mit dem halben Dorf Büssen, mit dem halben Straßenrecht und Kirchlehen belehnt. Das aufwendige Epitaph der Eltern Sebastians befindet sich in der Klosterkirche zu Arendsee. Er vermählte sich 1613 mit Eva Maria Pruckmann (1590–1645), Tochter des brandenburgischen Kanzlers Friedrich Pruckmann (1562–1630). Aus der Ehe sind fünf Töchter und zwei Söhne hervorgegangen, darunter:
- Eva Catharina Striepe, ⚭ 1649 Johann Tornow (1610–1662), brandenburgischer Staatsmann
- Adam Friedrich Striepe (1625–1681), brandenburgischer Regierungsrat in Küstrin

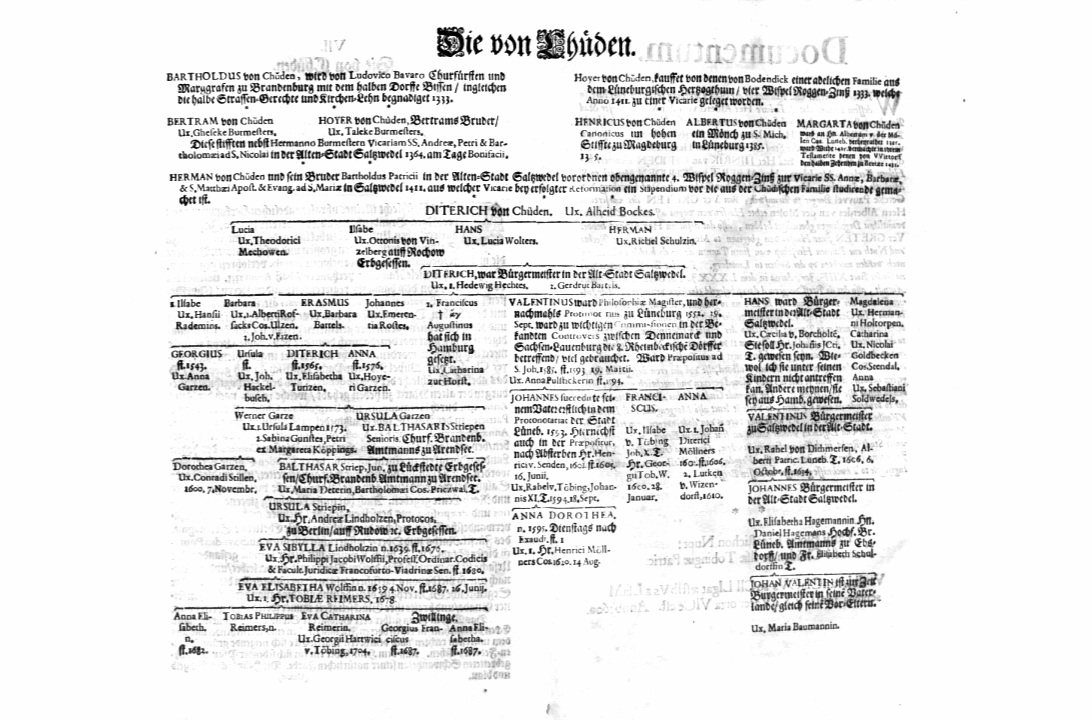
Chüden-Stammtafel, linker Seite u. a. die Eltern Sebastians verzeichnet
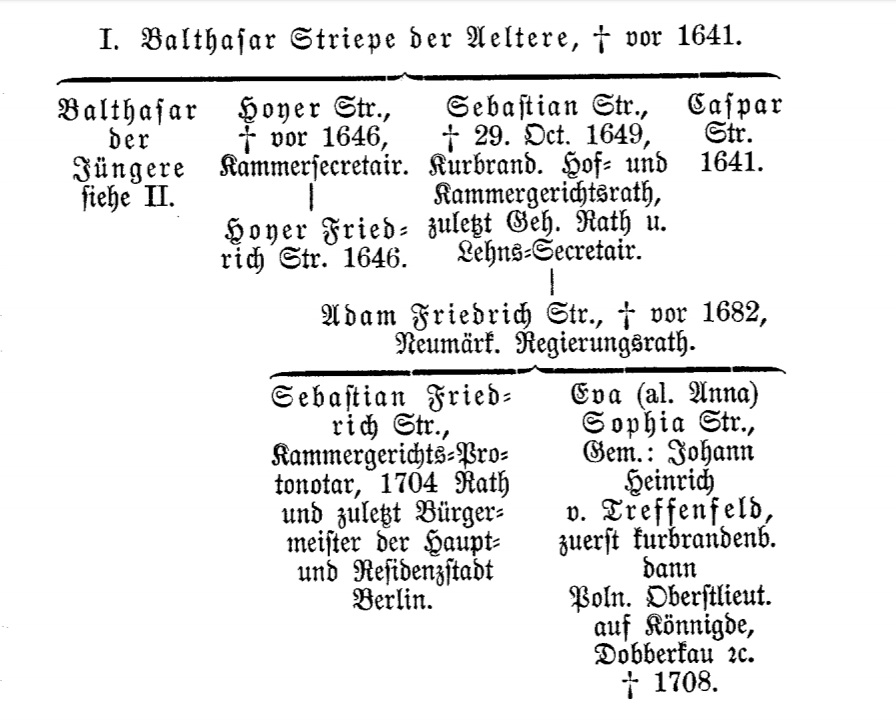
Stammtafel Striepe Teil 1
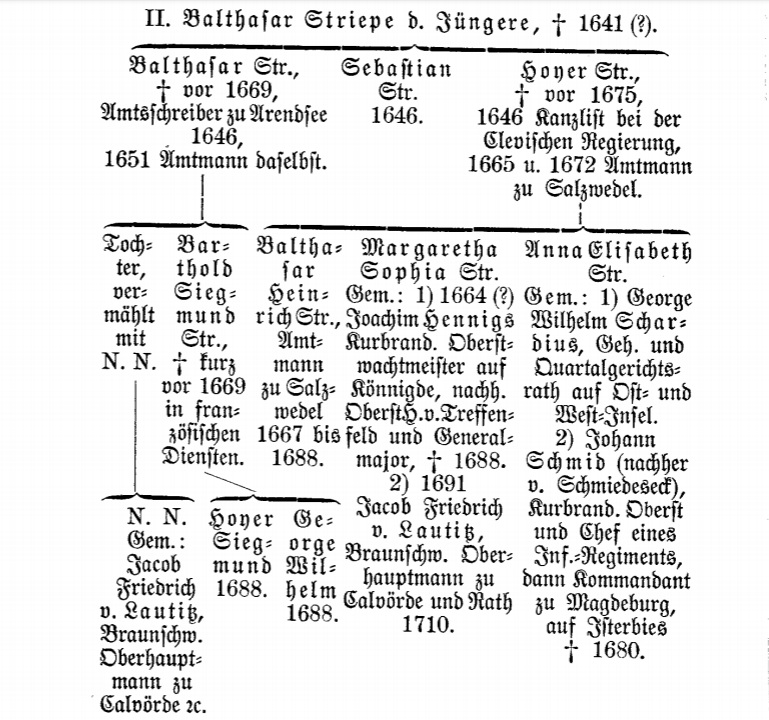
Stammtafel Striepe Teil 2

Sebastian Striepes Bruder Hoyer Striepe (1586–1639) heiratete 1623 die Schwester der Ehefrau Sebastians, Sibylla Pruckmann (1592–1640), Witwe des kurbrandenburgischen Rats zu Stendal Heinrich Schardius (1559–1621), und stieg zum Geheimen Kammersekretär und Pfennigmeister auf. Sein Sohn Hoyer Friedrich Striepe (1627–1670), war zuletzt Bürgermeister von Berlin.
Ein weiterer Bruder war Balthasar Striepe († 4. August 1641), der wie der gleichnamige Vater Amtmann zu Arendsee war. Der Bruder war mit Maria geb. Deter verheiratet, einer Tochter des Bartholomäus Detert († 1618), Bürgermeister von Pritzwalk und Verordneter der altmärkischen und priegnitzischen Städte. Die Familie Deter(t)/Di(e)ter muss einen Hund oder eine Meerkatze, sitzend, im Wappen geführt haben. Dieses ist als Wappen mütterlicherseits dargestellt auf einem Epitaph in der Klosterkirche Arendsee, für den am 15. April 1611 bereits 13 Stunden nach seiner Geburt verstorbenen Balzer (Balthasar) Striepe. Der Leichnam des Neugeborenen wurde „im Grab seines Großvaters“ beigesetzt. Daneben hatte Balthasar noch die Söhne Balthasar Striepe, 1651 Amtmann zu Arendsee, Sebastian Striebe, urkundlich 1646, und Hoyer Striepe, Amtmann zu Salzwedel, der 1667 die Burg Salzwedel kaufte, sowie die Tochter Ursula Striepe, die 1630 Andreas Lindholtz (1595–1655) heiratete, der Kammergerichtsadvokat und zwischen 1641 und 1655 Berliner Bürgermeister war. Diese Nichte Ursula war Teil von Sebastian Striepes Haushalt und so war bei der Verlobung mit Lindholtz Sebastian Striepes Schwiegervater, der Kanzler Friedrich Pruckmann, sowie der Vizekanzler des Kammergerichts Andreas von Kohl anwesend.
Über seinen Onkel mütterlicherseits Johann Gartz (1538–1601), Stadtkämmerer zu Salzwedel und Herr auf Rietza und Klein Gartz sowie Buch bei Stendal, der ab 1559 in erster Ehe mit Sebastians Tante väterlicherseits Anna Striepe († 1563) verheiratet war, war Sebastian Striepe auch ein Vetter des Hoyer von Gartz und Ritzau (1565–1617), Herr auf Rietza und Klein Gartz. Während seines Jurastudiums an der Universität Altdorf 1582–1586, wo er Schüler des Johannes Busereuth war, verliebte sich der Vetter und verheiratete sich schließlich unstandesgemäß. Hoyer von Gartz kehrte deshalb nach seinem Studium nicht nach Salzwedel zurück, sondern ging nach Breslau, wo er sich als Advokat niederließ, erhielt 1596 als kaiserlicher Rat den Reichsadel und begründete so die schlesische Linie derer Gartz. Auch war er Landeshauptmann der Freien Standesherrschaft Wartenberg. Sein Totenschild befindet sich in der Elisabethkirche (Breslau).

### Werdegang
Striepe bestritt von Mai 1599 bis August 1603 ein Jurastudium in Wittenberg. Im Frühjahr 1604 studierte er in Leiden. Seine Kavalierstour führte ihn über England, mit London, Oxford und Cambridge, Frankreich, Flandern und Holland. Durch Vermittlung über Simon Ulrich Pistoris (1570–1615) kam er im Oktober 1607 in Cölln in brandenburgische Dienste. Bis 1611 war er als Legationssekretär bei Gesandtschaften in Düsseldorf, Haag und Paris. Seit 1611 war er brandenburgischer Lehnssekretär und avancierte 1615 zum Hof- und Kammergerichtsrat sowie 1625 zum Wirklichen Geheimen Rat. Er war in den Jahren 1626 bis 1634 mit mehreren diplomatischen Missionen nach Pommern, Mecklenburg und Braunschweig entsandt worden. 1636 war er mutmaßlich der einzig in Berlin verbliebene Geheimrat, war jedoch mit Verwaltungs- und Rechtsangelegenheiten ausgelastet, so dass die Regierung von Adam von Schwarzenberg (1583–1641) geführt wurde. Er war 1638 Levin von dem Knesebeck (1597–1638) adjungiert. Nachdem er im Dezember 1640 auf seinen neuen Dienstherrn Friedrich Wilhelm von Brandenburg (1620–1688) den Eid abgelegt hatte, wurde er als Wirklicher Geheimer Rat bestätigt und avancierte zum Lehnsdirektor und zum Dirigent der Justizsachen am Kammergericht. Striepe wurde im Cöllner Dom begraben.